# Manettia glaziovii
Manettia glaziovii är en måreväxtart som beskrevs av Herbert Fuller Wernham. Manettia glaziovii ingår i släktet Manettia och familjen måreväxter. Inga underarter finns listade i Catalogue of Life.